# Eupleres major
Eupleres major és una espècie de carnívor de la família dels euplèrids. És endèmic de Madagascar. Es tracta d'un animal majoritàriament nocturn amb una mica d'activitat crepuscular. Els seus hàbitats naturals són els boscos caducifolis secs i les sabanes de palmeres. Està amenaçat per la caça i la destrucció del seu medi per la producció de carbó vegetal, la tala d'arbres i els incendis forestals. El seu nom específic, major, significa ‘major’ en llatí.